# New English Art Club

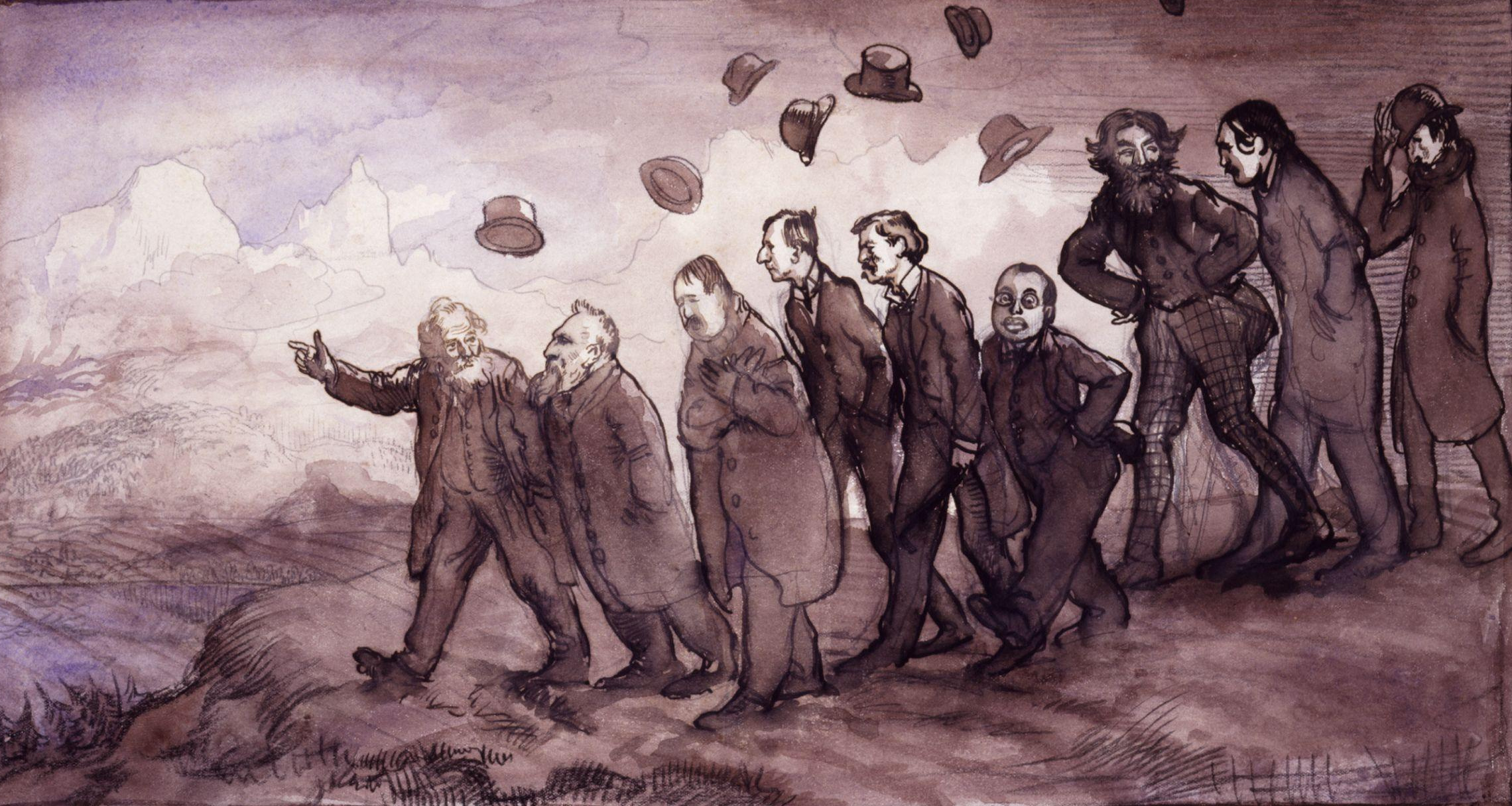
Group associated with the New English Art Club de William Orpen

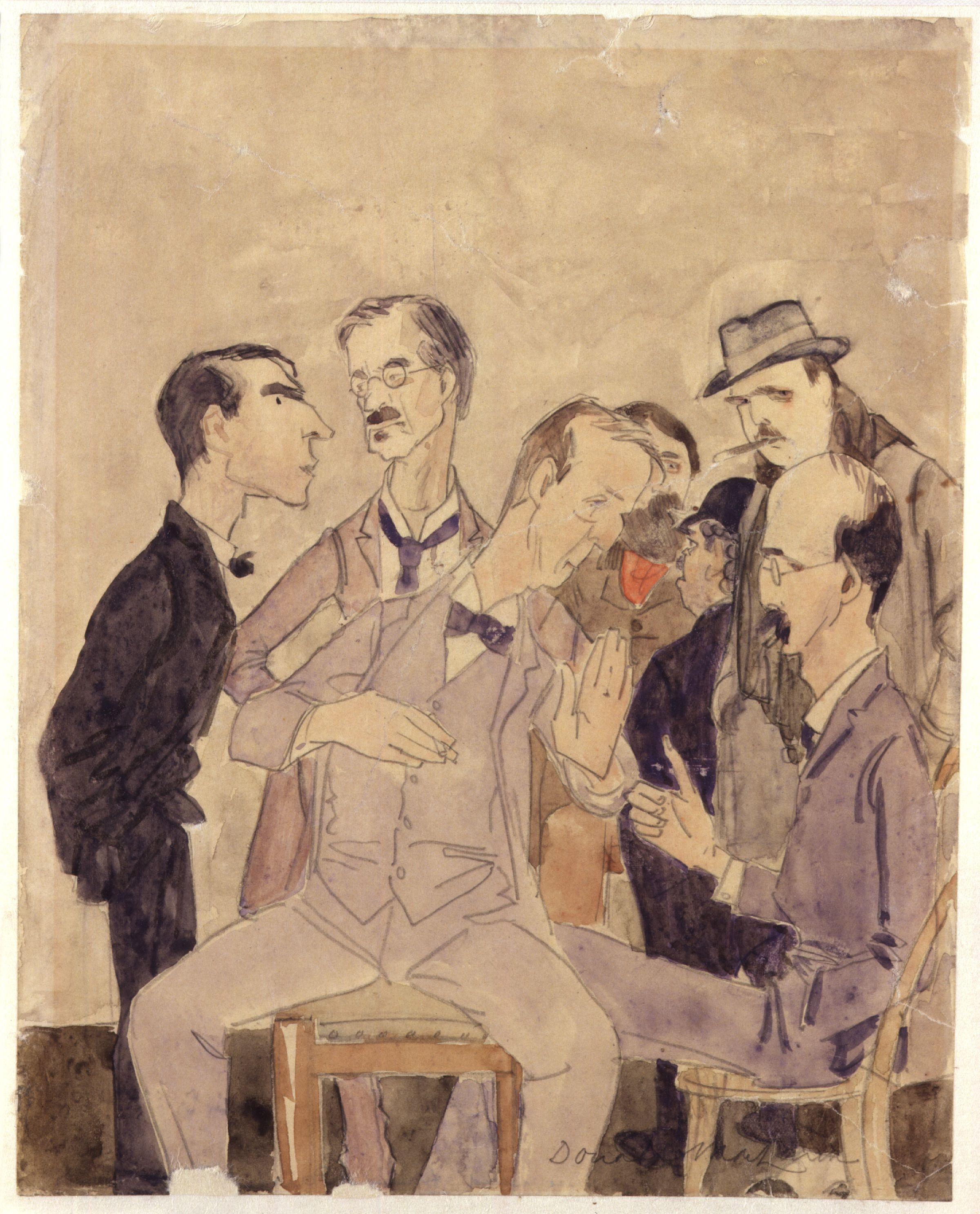
Some members of the New English Art Club, de Donald Graeme MacLaren

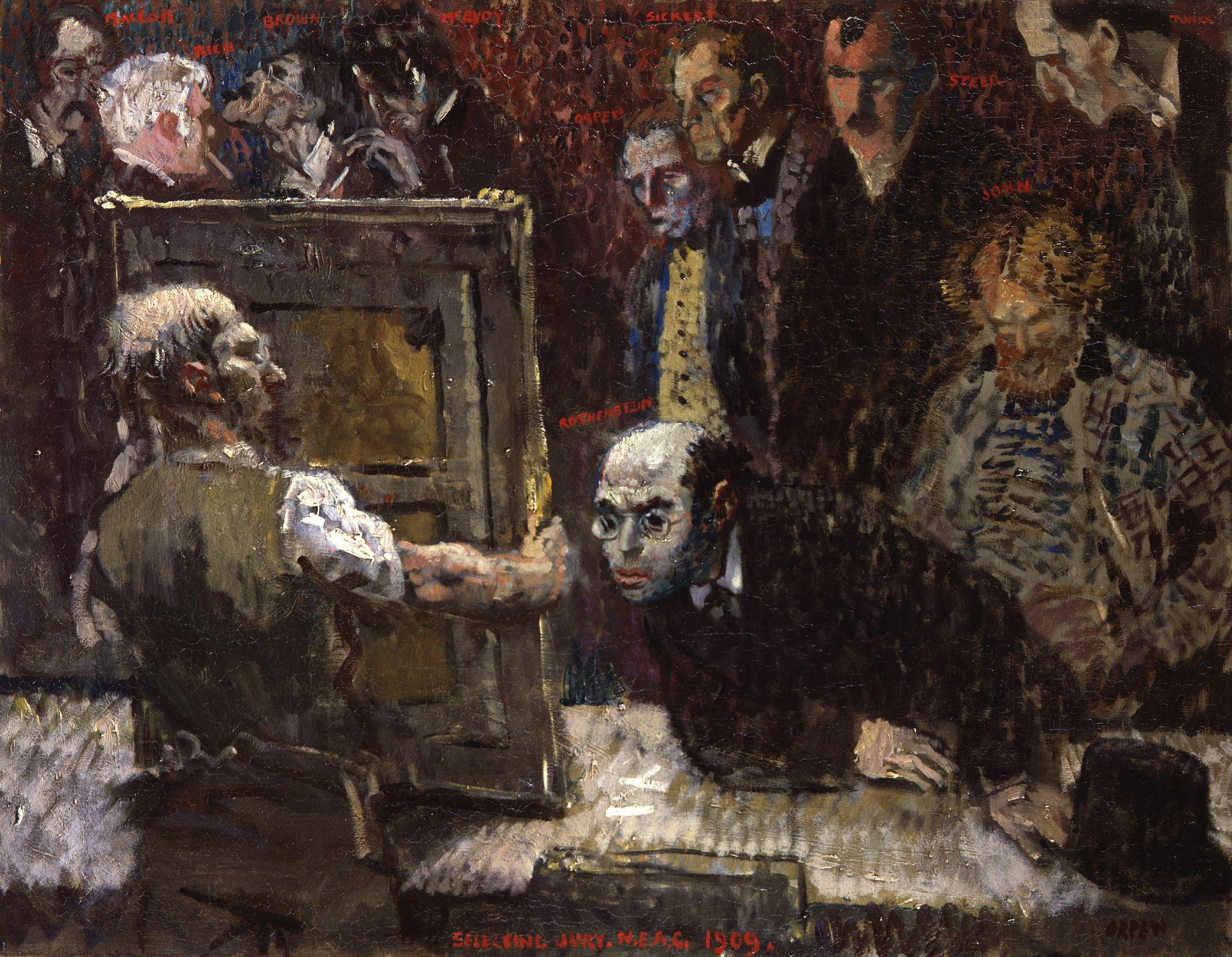
The Selecting Jury of the New English Art Club, 1909, de William Orpen

El New English Art Club és una societat d'artistes fundada el 1886 a Londres com a reacció contra l'actitud conservadora i autosuficient de la Royal Academy of Arts.

## Història
Els fundadors eren sobretot artistes que havien treballat a França i que havien rebut la influència del plenairisme i de Jules Bastien-Lepage. Entre ells hi havia George Clausen, Philip Wilson Steer i John Singer Sargent. El 1889, el Club va caure sota el domini d'un grup minoritari encapçalat per Walter Sickert, que s'hi havia afiliat el 1888, i tant ell com els seus seguidors van formar més tard el nucli del Camden Town Group. S'interessaven pels impressionistes, en particular Claude Monet i Degas, més que no pas per Bastien-Lepage, i el 1889 van organitzar una exposició independent anomenada Els impressionistes de Londres.
Del 1887 al 1904 el Club va celebrar regularment exposicions anuals i, des d'aproximadament el 1889 fins a la primera exposició postimpressionista del 1910, va reunir obres de la major part dels artistes més notables que hi havia a Anglaterra. Després de la Primera Guerra Mundial, el Club se situà en una posició intermèdia entre l'Academy i els grups d'avantguarda. Amb la liberalització gradual de les exposicions de l'Academy, va perdre protagonisme, tot i que encara existeix i intenta preservar la tradició impressionista.
L'exposició anual a les Mall Galleries de Londres (al novembre o desembre i oberta als no membres) és un dels esdeveniments més destacats del calendari artístic britànic.

## Membres
- Mary Elizabeth Atkins
- Claire Atwood (1866-1962)
- Robert Polhill Bevan (1865-1925)
- Jacques-Émile Blanche (1862-1942)
- Muirhead Bone (1876-1953)
- Frank Bramley (1857-1915)
- Neville Bulwer-Lytton (1879-1951)
- Hercules Brabazon Brabazon (1821-1906)
- George Clausen (1852-1944)
- Joseph Crawhall (1861-1913)
- Thomas Millie Dow (1848-1919)
- Mary Sargant Florence (1857-1954)
- Stanhope Forbes (1857-1947)
- Charles Wellingon Furse (1868-1904)
- Eve Garnett (1900-1991)
- Thomas Cooper Gotch (1854-1931)
- Duncan Grant (1885-1978)
- Lindsay Bernard Hall (1859-1935)
- Charles Holmes (1868-1936)
- Augustus John (1878-1961)
- Thomas Kennington (1856-1916)
- William James Laidlay (1846-1912)
- Henry Herbert La Thangue (1859-1929)
- Cecil Mary Leslie (1900-1980)
- Neville Lewis (1895-1972)
- Carron Lodge (1883-1910)
- William York MacGregor (1855-1923)
- Frank McEwen (1907-1994)
- Paul Nash (1889-1946)
- Margaret Preston (1857-1963)
- Alfred William Rich (1856-1921)
- Alexander Roche (1863-1921)
- William Rothenstein (1872-1945)
- John Singer Sargent (1856-1925)
- James Jebusa Shannon (1862-1923)
- Walter Sickert (1860-1942)
- Philip Wilson Steer (1860-1942)
- Henry Strachey (1863-1923)
- Dugald Sutherland MacColl (1859-1948)
- Geoffrey Tibble (1909-1952)
- Henry Tonks (1862-1937)